# 私たちに戦争を教えてください
『私たちに戦争を教えてください』（わたしたちにせんそうをおしえてください）は、2015年8月15日（終戦の日）にフジテレビ系列で放送された戦争の大型ドキュメンタリー番組である。終戦70年番組。ゴールデンタイム・プライムタイム（19:00 - 23:10）に約4時間にわたり放送された。

## 概要
「現代の若者と戦争」がテーマ。戦争を体験していない世代である若手俳優の有村架純、小栗旬、広瀬すず、福士蒼汰、松坂桃李の5人が若者代表として、日本または海外の戦争体験者に疑問を投げかけ、戦争とは何か学んでいく。
番組の平均視聴率は7.7%（ビデオリサーチ調べ、関東地区・世帯）と低調だった が、2015年9月9日に開催されたフジテレビ第450回放送番組審議会では高い評価を受けている。
米軍などが撮影した映像や写真に遺体が映るシーンが多数あったが、ぼかしをかけることなく放送した。

## 放送内容
東京の若者に行った街頭インタビューを流してから放送に入る。出演者の取材をベースに、それに関連のある戦争の映像を放送。また、取材を行った相手は、それぞれ自身と同じ年代に戦争を体験した人物である。放送順は、テーマ毎に10分から20分前後に切り分けた映像を交互に流した。
有村架純
取材地：沖縄県 / テーマ：「少女は沖縄で何を見たのですか?」
1944年のインパール作戦と、沖縄戦で生存した女性に取材をした。
小栗旬
取材地：ハワイ、長野県 / テーマ：「なぜ、戦争が始まったのですか?」
零式艦上戦闘機（以下、ゼロ戦）のパイロットであった日本人男性と、米海軍戦艦アリゾナ（以下、アリゾナ）の搭乗員であったアメリカ人男性に取材をした。ゼロ戦パイロットの日本人男性は1941年の真珠湾攻撃に参加し、アリゾナの搭乗員のアメリカ人男性は艦内で日本軍による真珠湾攻撃を受けていた。
広瀬すず
取材地：東京都、福島県 / テーマ：「特攻隊員との淡い思い出」
1945年3月10日の東京大空襲と、原町陸軍飛行場の特攻隊員と恋愛関係にあった福島県の女性に取材をした。東京大空襲については、B-29の搭乗員だったアメリカ人が祖父の、アメリカと日本のハーフの女子大学生の取材を中心に放送し、広瀬は主にナレーションを担当した。なお、広瀬はこの番組での取材経験を踏まえ、読売新聞のインタビューに対し、戦争の話を聞き、感じることの重要性について語っている。
福士蒼汰
取材地：東京都、広島県、鹿児島県 / テーマ：「特攻ってなんですか?」
神風特攻隊の生存者と、広島市への原子爆弾投下から3日後には被爆地で運行をしていた路面電車（広島電鉄）の女性運転手、増野幸子（旧姓:小西）に取材をした。既に死去していた福士の祖父も特攻隊の生存者であることが明らかになった。
松坂桃李
取材地：パラオ / テーマ：「玉砕ってなんですか?」
1944年のペリリュー島の戦いで生存した福岡県に住む元日本兵に取材をした。現地で、収容された元日本兵と元アメリカ兵の当事者同士が対面し、「撃たないでいてくれてありがとう」と語った。なお、松坂は当番組での取材経験を踏まえ、のちに映画『日本のいちばん長い日』の公開やドラマ『サイレーン 刑事×彼女×完全悪女』の放送開始に先じて受けたインタビューにおいても、従軍した人々の思いを継いでいく必要性について語っている。

## 放送日時
- 2015年8月15日（土曜日）19:00 - 23:10（4時間10分、『土曜プレミアム』枠、JST）

## スタッフ
- ナレーター：朝倉崇、大下洋子、矢野敦
- 企画：増本淳
- 構成：野尻靖之、遠藤昇輝
- TM：大嶋徹
- TD：八柄哲
- 広報：小中ももこ
- AP：江亜依
- AD：山口大輔、太田信吾、鈴木浩人、谷一真、加藤恭兵、伊藤草太
- ディレクター：青木亮、長谷川千代美、福田玲音、遠藤隆徳、石田久人、二瓶知樹、深川隆司、天谷来翔
- プロデューサー：西田治彦、本多孝成、島本講太、久泉巧
- チーフプロデューサー：成田一樹
- 総合演出：茂原雄二
- 制作協力：共同テレビ、SLOWHAND、ジン・ネット
- 制作･著作：フジテレビ

## 他メディアとの連動
- 朝日新聞は、2015年7月30日、31日及び週末を挟んだ8月3日〜5日の夕刊1面に、それぞれ同じテーマの取材経験のある記者が出演者5人に本番組での取材模様についてインタビューした連載記事「継ぐ記憶 私たちに戦争を教えてください」を掲載した。
- 進学情報サービス公式LINEアカウント「LINE進学」を運営するディスコ（現・キャリタス）では、本番組とタイアップして2015年7月9日から7月19日「LINE進学」に登録している高校生らに戦争に関するアンケートを実施。「日本がまた戦争をするかどうか」について、24%が「すると思う」と回答した[9][10]。